# مغار (الرقة)
مغار قرية سورية تتبع ناحية عين عيسى في منطقة تل أبيض في محافظة الرقة. بلغ عدد سكانها 1223 نسمة في عام 2004 حسب إحصاء المكتب المركزي للإحصاء.